# Jani Hassinen
Jani Hassinen, född 11 maj 1975 i Kerimäki, Finland, är en finländsk före detta professionell ishockeyspelare (forward) som bland annat har spelat för HV71 och HPK i sin karriär.
2004 vann han SM-guld med HV71.